# Ken Mayfield
Kendall Mayfield, detto Ken (Chicago, 11 maggio 1948), è un ex cestista statunitense, professionista nella NBA.

## Carriera
Venne selezionato dai New York Knicks al terzo giro del Draft NBA 1971 (50ª scelta assoluta).